# Leopold Pongratz
Leopold Pongratz (6. listopadu 1850 Sankt Andrä – 18. dubna 1929 Sankt Andrä) byl rakouský agrární politik, na počátku 20. století poslanec Říšské rady, v poválečném období poslanec rakouské Národní rady.

## Biografie
Vychodil národní školu a působil jako soukromý úředník a majitel nemovitostí. Angažoval se politicky, později v Německé agrární straně. Byl starostou Sankt Andrä a v letech 1890–1896 poslancem Korutanského zemského sněmu.
Na počátku 20. století se zapojil i do celostátní politiky. Ve volbách do Říšské rady roku 1911 získal mandát v Říšské radě (celostátní zákonodárný sbor) za obvod Korutany 5. Usedl do poslanecké frakce Německý národní svaz, v jehož rámci byl členem Německé agrární strany. Ve vídeňském parlamentu setrval až do zániku monarchie. K roku 1911 se profesně uvádí jako majitel nemovitostí.
V letech 1918–1919 zasedal jako poslanec Provizorního národního shromáždění Německého Rakouska (Provisorische Nationalversammlung), nyní za Německou nacionální stranu (DnP).